# 地棘鼠屬
地棘鼠屬（學名Proechimys），是哺乳綱嚙齒目棘鼠科的一屬，其下包括近30種動物。該屬所有的物種都生活在陸地上。